# Cillian Sheridan
Cillian Sheridan (Bailieborough, 23 febbraio 1989) è un calciatore irlandese, attaccante del Brechin City.

## Carriera

### Club
Nell'estate del 2010 il CSKA Sofia lo acquista in cambio di 370000 €. Nell'estate 2012 resta svincolato dalla società bulgara: il 6 settembre seguente si accorda con il Kilmarnock.

### Nazionale
Ha giocato nella nazionale irlandese Under-21.
Il 25 maggio 2010 esordisce in nazionale maggiore contro il Paraguay (2-1).

## Palmarès

### Club

#### Competizioni nazionali
- Campionato scozzese: 2

Celtic: 2006-2007, 2007-2008
- Coppa di Scozia: 1

Celtic: 2006-2007
- Coppa di Bulgaria: 1

CSKA Sofia: 2010-2011
- Supercoppa di Cipro: 1

APOEL: 2013
- Coppa di Cipro: 2

APOEL: 2013-2014, 2014-2015
- Campionato cipriota: 2

APOEL: 2013-2014, 2014-2015
- Scottish Championship: 1

Dundee: 2022-2023